# Music is What We Like to Play
Music is what we like to play, musikalbum utgivet 1974 av den svenska gruppen Gimmicks.

## Låtlista
1. All Together Now
2. All Day Music
3. Who's Shaking Your Jelly Roll ?
4. Fine Way To Go
5. Cold Hands Mama
6. Alta Mira
7. Mama's Pancakes
8. Slippin' Into Darkness
9. Should 've Known Better
10. Silver Gorilla
11. Light

## Medverkande
- Leif Carlquist
- Anita Strandell
- Diana Nuñez
- Urban Hansson
- Kåre Ström
- Billy Gezon
- Mats Westman
- Frank Andersson
- Stefan Möller  mfl.